# 쓰시마관코박쥐
쓰시마관코박쥐(Murina tenebrosa)는 애기박쥐과에 속하는 박쥐의 일종이다. 알려진 완모식표본은 1962년 쓰시마섬에서 수집된 암컷 표본뿐이다. 심한 벌채때문에 쓰시마섬에서 멸종된 것으로 추정하고 있으며, 쓰시마관코박쥐를 재발견하려는 조사가 실패했다.

## 특징
작은 박쥐로 몸통 길이가 50.5mm이고 전완장이 34mm, 꼬리 길이가 34.5mm이다. 경골 길이는 14.4mm이고 귀 길이는 16mm이다. 털이 길고 아주 부드러우며 윤이 난다. 등 쪽은 짙은 갈색이지만 배 쪽은 누르스름한 갈색이다.

## 생태
폐광에서 수집한 한 마리의 표본만이 알려져 있다. 먹이는 곤충이다.

## 분포 및 서식지
1962년 동해 쓰시마섬에서 포획한 성체 암컷 한 마리만이 알려져 있다. 인근 야쿠섬에서 포획한 표본도 쓰시마관코박쥐로 추정된다.